# سیارک ۲۲۷۱۵۱
سیارک ۲۲۷۱۵۱ (به انگلیسی: 227151 Desargues، نامگذاری:2005PT16)۲۲۷۱۵۱مین سیارک کشف شده‌است که در ۱۰ اوت ۲۰۰۵ کشف شد.